# Racquel Sheath
Racquel Sheath (27 november 1994) is een Nieuw-Zeelandse baan- en wegwielrenster. Sheath nam in 2016 deel aan de Olympische Zomerspelen in Rio de Janeiro waar ze een vierde plaats behaalde op de ploegenachtervolging. In 2017 behaalde een derde plaats op de ploegenachtervolging tijdens de Wereldkampioenschappen baanwielrennen.

## Belangrijkste Resultaten

### Baanwielrennen
| Jaar     | NK                                                                          | OK                                              | WK                            | Overig                                           |
| Junioren | Junioren                                                                    | Junioren                                        | Junioren                      | Junioren                                         |
| -------- | --------------------------------------------------------------------------- | ----------------------------------------------- | ----------------------------- | ------------------------------------------------ |
| 2012     |                                                                             |                                                 | ploegenachtervolging · omnium |                                                  |
| Elite    |                                                                             |                                                 |                               |                                                  |
| 2013     | ploegenachtervolging · scratch                                              |                                                 |                               |                                                  |
| 2014     |                                                                             | ploegenachtervolging · omnium                   |                               |                                                  |
| 2015     | scratch · puntenkoers                                                       |                                                 |                               |                                                  |
| 2016     | ploegenachtervolging · scratch · puntenkoers                                | teamsprint · koppelkoers · omnium · puntenkoers |                               | Olympische Spelen: 4e ploegenachtervolging       |
| 2017     | ploegenachtervolging · koppelkoers · teamsprint · puntenkoers · omnium      | ploegenachtervolging · omnium · koppelkoers     | ploegenachtervolging          | WB Santiago: ploegenachtervolging en koppelkoers |
| 2018     |                                                                             |                                                 |                               | Gemenebestspelen: ploegenachtervolging           |
| 2019     | ploegenachtervolging · teamsprint · 500m tijdrit · kopelkoers · puntenkoers |                                                 |                               | WB Cambridge: ploegenachtervolging               |
| 2020     | koppelkoers                                                                 |                                                 |                               |                                                  |